# Zamek w Międzyrzeczu
Piastowski Zamek Królewski w Międzyrzeczu – otoczona fosą średniowieczna twierdza obronna wzniesiona ok. 1350 r. w Międzyrzeczu przez Kazimierza Wielkiego w miejscu grodu warownego z drugiej połowy IX wieku, zlokalizowana na pagórze o wysokości 55 m n.p.m., w widłach dwóch rzek – Obry i Paklicy. Zachowana w formie trwałej ruiny, obecnie wchodzi w skład Międzyrzeckiego Kompleksu Muzealnego, administrowanego przez dyrektora Muzeum Ziemi Międzyrzeckiej im. Alfa Kowalskiego w Międzyrzeczu. Zamek został uznany za pomnik historii w listopadzie 2024 roku.
W okresie piastowskiej Polski, Królestwa Polskiego oraz Rzeczypospolitej Obojga Narodów zamek pełnił funkcję strażnicy polskiej granicy zachodniej.

## Historia
Międzyrzecz, położony jest w granicach historycznej Wielkopolski. Miejscowość oraz zamek wielokrotnie wymieniają średniowieczne dokumenty zebrane w Kodeksie dyplomatycznym.

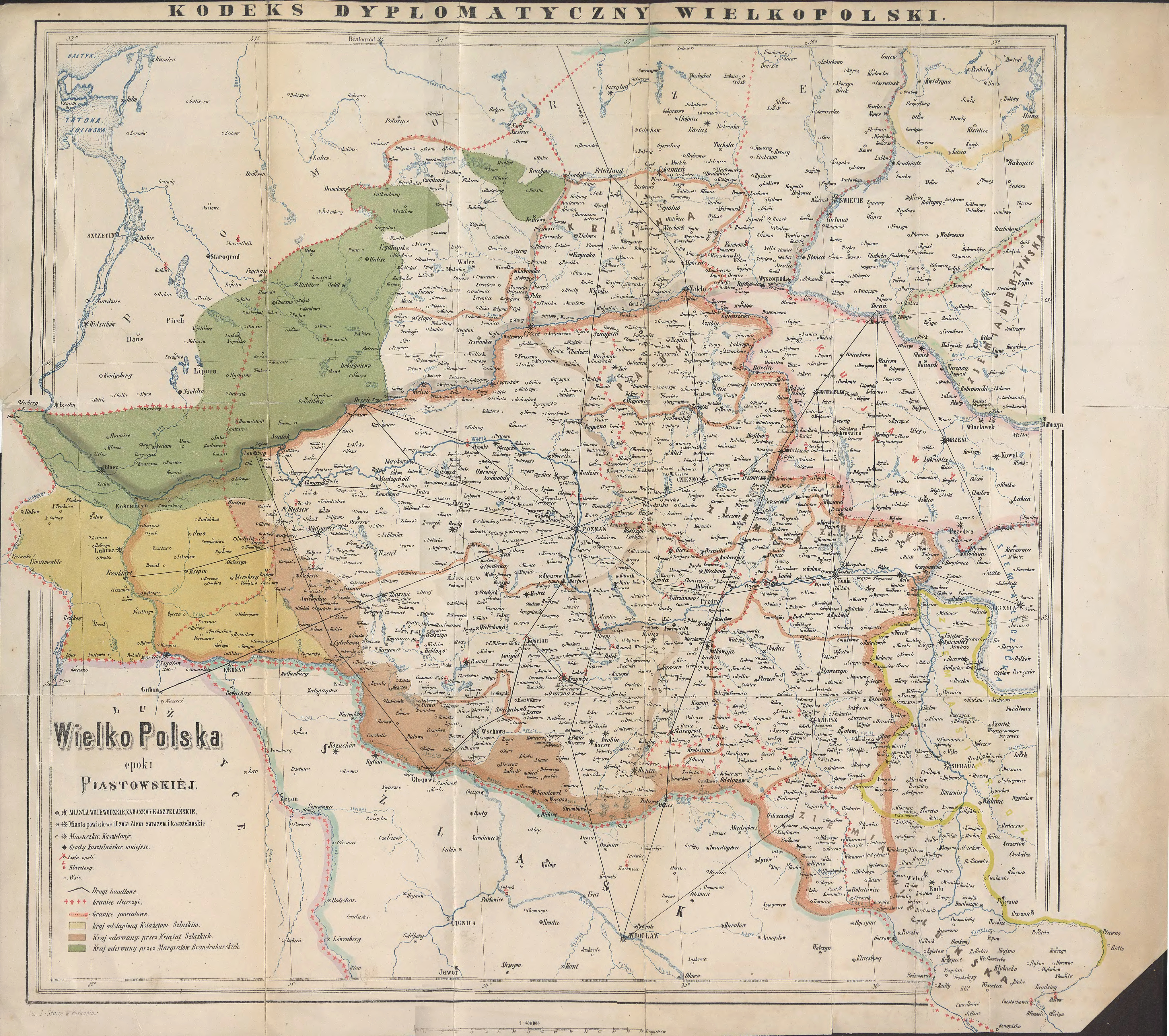
Międzyrzecz na historycznej mapie Wielkopolski sporządzonej w 1888 roku według danych zaczerpniętych z Kodeksu dyplomatycznego.

W tym samym miejscu gdzie stoi budowla znajdował się drewniany słowiański gródek wzniesiony w IX wieku w miejscu wcześniejszej, pochodzącej z VIII wieku osady obronnej. Po włączeniu do państwa polskiego w I poł. X wieku (zapewne przez ojca Mieszka I, Siemomysła), na przestrzeni X i XI wieku był wielokrotnie przebudowany. Niewielki początkowo gród, w czasach Chrobrego posiadał już konstrukcję hakową, szerokość wałów dochodziła do 20 m, a ich wysokość zapewne przekraczała 10 m. Od strony wschodniej znajdowało się obszerne, ale słabiej ufortyfikowane podgrodzie. Badania archeologiczne wykazały, że gród międzyrzecki niewątpliwie spełniał rolę bazy wypadowej dla wypraw Piastów na Pomorze Zachodnie: znaleziono liczne szczątki prażnic do suszenia ziarna, a pojemność zlokalizowanych wewnątrz grodu jam zasobowych (ok. 250 ton) znacznie przekraczała możliwości uzyskiwania nadwyżek zboża w całej ziemi międzyrzeckiej.
W XIII wieku stanowił centrum kasztelanii międzyrzeckiej i miał funkcje administracyjno-militarne, a także strzegł przeprawy przez rzekę Wartę. Miał także duże znaczenie strategiczne: leżał na przecięciu szlaków handlowych, na pograniczu Wielkopolski oraz bezpośrednio ochraniał ważne połączenie komunikacyjne przez rzekę Obrę , osłaniając Wielkopolskę od zachodu. Badania archeologiczne wykazały obecność w grodzie pracowni rzemieślniczych, przede wszystkim kowalskich i szklarskich, domów mieszkalnych, łaźni a w XIII wieku także dużej stajni.
Ze względu na położenie gród, a później zamek wielokrotnie był celem działań militarnych. Podczas wojny cesarza Henryka II Świętego z Bolesławem Chrobrym, został zdobyty i spalony przez wojska niemieckie. W połowie XI w. zajęty został przez Pomorzan. W 1094 r. odbił go Bolesław Krzywousty, co odnotował Gall Anonim w II księdze Kroniki polskiej: Pewnego razu wyruszył na Pomorze, gdzie już wcześniej objawił sławę swego imienia, albowiem takimi siłami obległ gród Międzyrzecz i z taką gwałtownością doń szturmował, że po kilku dniach zmusił załogę do poddania się . W 1157 r., podczas interwencji Fryderyka Barbarossy na rzecz wygnanego przez przyrodnich braci Władysława II, został opuszczony i spalony przez własną załogę, podobnie jak inne grody na obronnej linii Odry. W 1269 r. margrabia brandenburski Otton VI Mały niespodziewanie napadł na Międzyrzecz, zdobywając, łupiąc i paląc podgrodzie wraz z miastem. Napastnikom udało się także podpalić gród, który jednak oparł się oblężeniu.
Rozpoczęcie budowy założenia zamkowego miało miejsce w końcu XIII lub początku XIV wieku, kiedy gród uzyskał – w miejsce drewnianej – murowaną bramę i prawdopodobnie stołp. Prace nad budową murów obwodowych rozpoczęto około roku 1350 z polecenia króla polskiego Kazimierza Wielkiego. Budowę zamku odnotowują polscy kronikarze Janko z Czarnkowa oraz Jan Długosz. Według powojennych badań archeologicznych ustalono, że ceglane mury obwodowe budowano jeszcze po 1350 r., do około 1380 r. Podczas wojny domowej w Wielkopolsce (1382–1385), wg kronikarza Jana z Czarnkowa, międzyrzecki zamek stanowił jedną z baz wypadowych stronnictwa Domarata z Iwna, z których wychodziły wyprawy łupieskie na dobra buntowników. W 1474 r., dzięki zdradzie burgrabiego, Sędziwoja Żydowskiego, przejściowo zajęty przez wojska Jana II Szalonego i Macieja Korwina. 14 października 1520 po wcześniejszym ostrzale artyleryjskim zdobyty szturmem przez najemników krzyżackich pod dowództwem Wolfa von Schönburga wspomagających zakon krzyżacki w wojnie polsko-krzyżackiej. Po zniszczeniach rozpoczęto jego odbudowę, którą prowadzono do 1574 r., budując dwie okrągłe basteje.
W okresie Rzeczypospolitej Obojga Narodów miejscowość położona była w dawnym województwie poznańskim. Przed XVI wiekiem była tenutą Andrzeja Nieszkowskiego, który w 1505 r. zbył ją na rzecz Tomasza Krzyżanowskiego. W połowie wieku XVI miasto należało do rezydującego na zamku kasztelana międzyrzeckiego Stanisława Ostroroga, który strzegł mostu na rzece Warcie pobierając mostowe.
W 1574 r. w międzyrzeckim zamku zatrzymał się pierwszy elekcyjny król polski Henryk III Walezy, który zmierzał z Francji do Krakowa, aby objąć tron Polski.

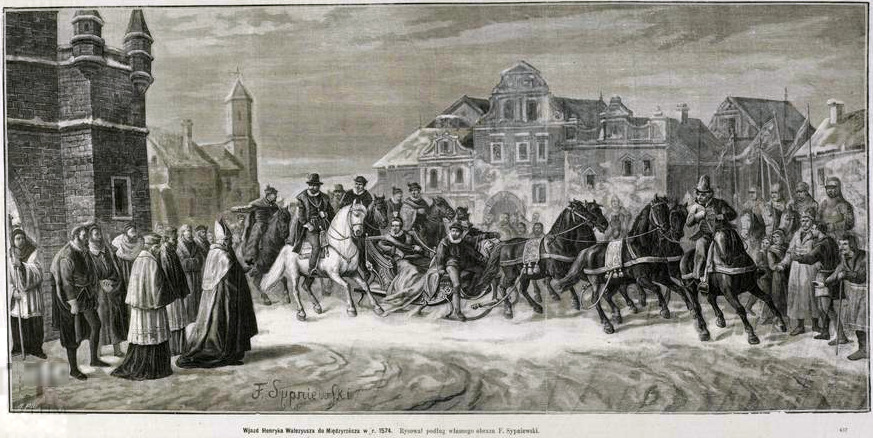
„Król Henryk III Walezy przybywa do zamku w Międzyrzeczu” Feliks Sypniewski (1882).

W roku 1655 w czasie potopu uszkodzony i zdewastowany przez wojska szwedzkie. Podczas rokoszu Lubomirskiego został przejściowo zajęty przez buntowników. W początkach XVIII wieku zamek był zniszczony na tyle, że pomimo podejmowanych prób odbudowy w 1691 r. nie nadawał się na rezydencję starostów. Dlatego w 1719 r. wznieśli oni dla siebie dworek w sąsiedztwie ruin zamku. Do połowy XVIII wieku, mimo kolejnych spustoszeń, jakie dotknęły zamek w III wojnie północnej, odbudowano jednak część pomieszczeń, z przeznaczeniem na mieszkania dla czeladzi starosty oraz część zabudowań podzamcza. Po II rozbiorze Polski, zamek wraz z zabudowaniami dworskimi, folwarkiem oraz parkiem zakupił pruski minister i były ambasador w Rzeczypospolitej, Girolamo Lucchesini, a następnie miejscowe rodziny ziemiańskie i patrycjuszowskie z Międzyrzecza. Wnętrza zamku wykorzystywano jako pomieszczenia gospodarcze, a południowe stoki wzgórza jako winnice.

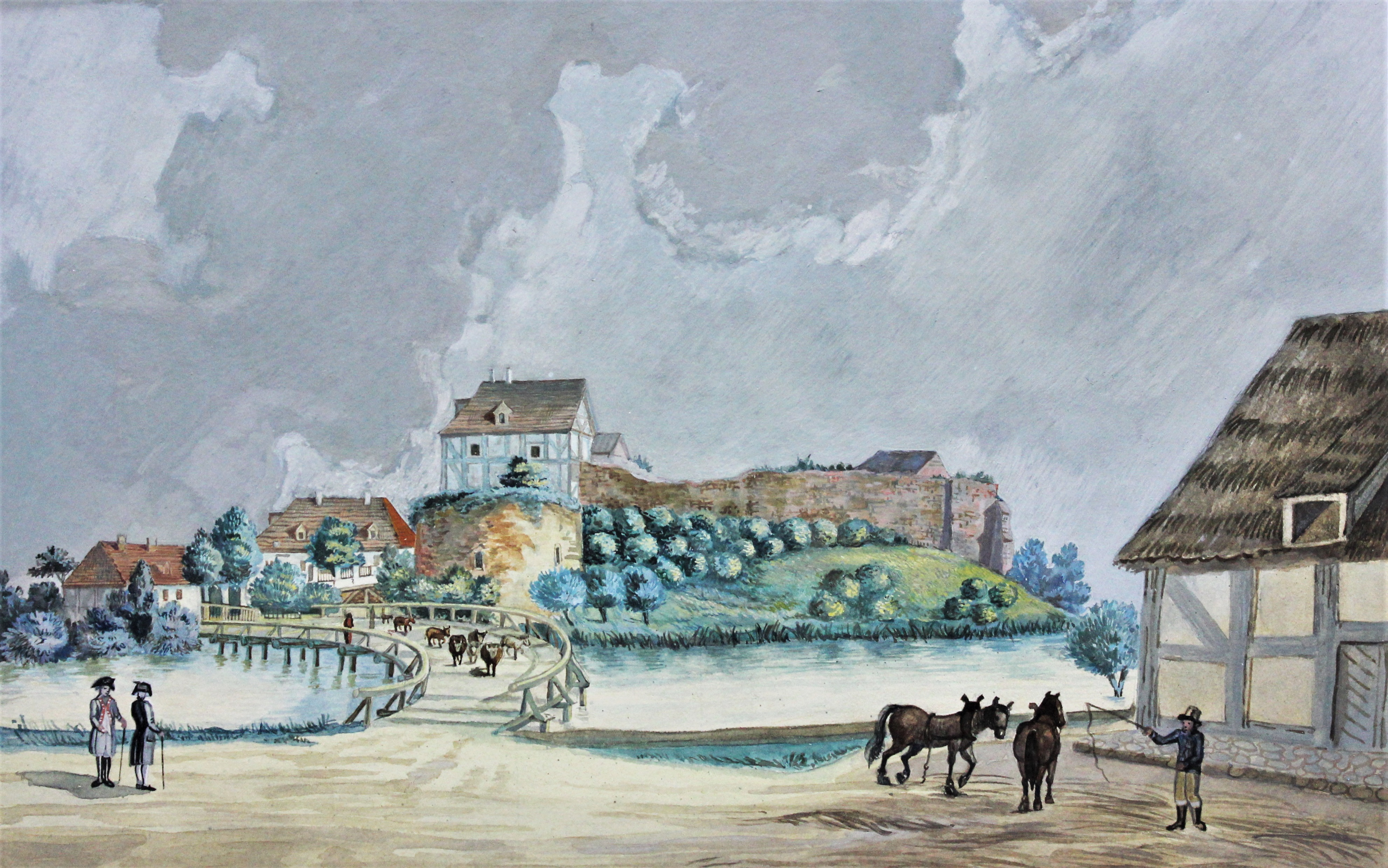
Widok zamku w Międzyrzeczu u schyłku XVIII wieku, wg gwaszu Karola Albertiego

### Po II wojnie światowej
Po 1945 r. cały kompleks przekazano na potrzeby muzeum. W latach 1954–1958 na zamku przeprowadzono badania archeologiczne. W latach 50. i 60. przeprowadzono prace konserwatorskie i zabezpieczono zamek w formie trwałej ruiny. Zrekonstruowano jedynie budynek bramny oraz przyziemie renesansowego domu mieszkalnego.
Na wyspę zamkową najłatwiej dostać się od strony międzyrzeckiego rynku, ulicą Podzamcze przez dom bramny, odbudowany w 1975 r. na wzór XVIII-wiecznego, zniszczonego przez Armię Czerwoną w 1945 r. Z lewej strony dziedzińca stoją barokowe budynki dawnego starostwa i oficyny dworskiej, a na wprost – ruiny średniowiecznego zamku, do którego można wejść przez bramę i obejrzeć je od środka. W muzeum prezentowana jest makieta zamku, przedstawiająca jego pierwotny wygląd. Od 2005 r. wejście na dziedziniec zamku było niemożliwe. Początkowo, przyczyną takiego stanu rzeczy był remont drewnianego mostu prowadzącego do bramy głównej (roboty zostały zakończone w 2006 r.), a od 2006 r. – stan techniczny murów obronnych. Aktualnie zamek udostępniony jest zwiedzającym, w południowej bastei urządzono izbę tortur.
13 listopada 2024 zamek piastowski z zespołem dworsko-parkowym został uznany za pomnik historii.

## Architektura
Zamek posadowiony jest na sztucznym wzniesieniu w widłach rzek Obry oraz Paklicy. Zajmuje powierzchnię około 1200 m² na planie nieregularnego wieloboku. Przez lata w warowni stacjonowały polskie wojska, strzegące pobliskiej, zachodniej granicy Rzeczypospolitej. Dziś jest zamkiem zrujnowanym i z dawnej potęgi umocnień niewiele pozostało.

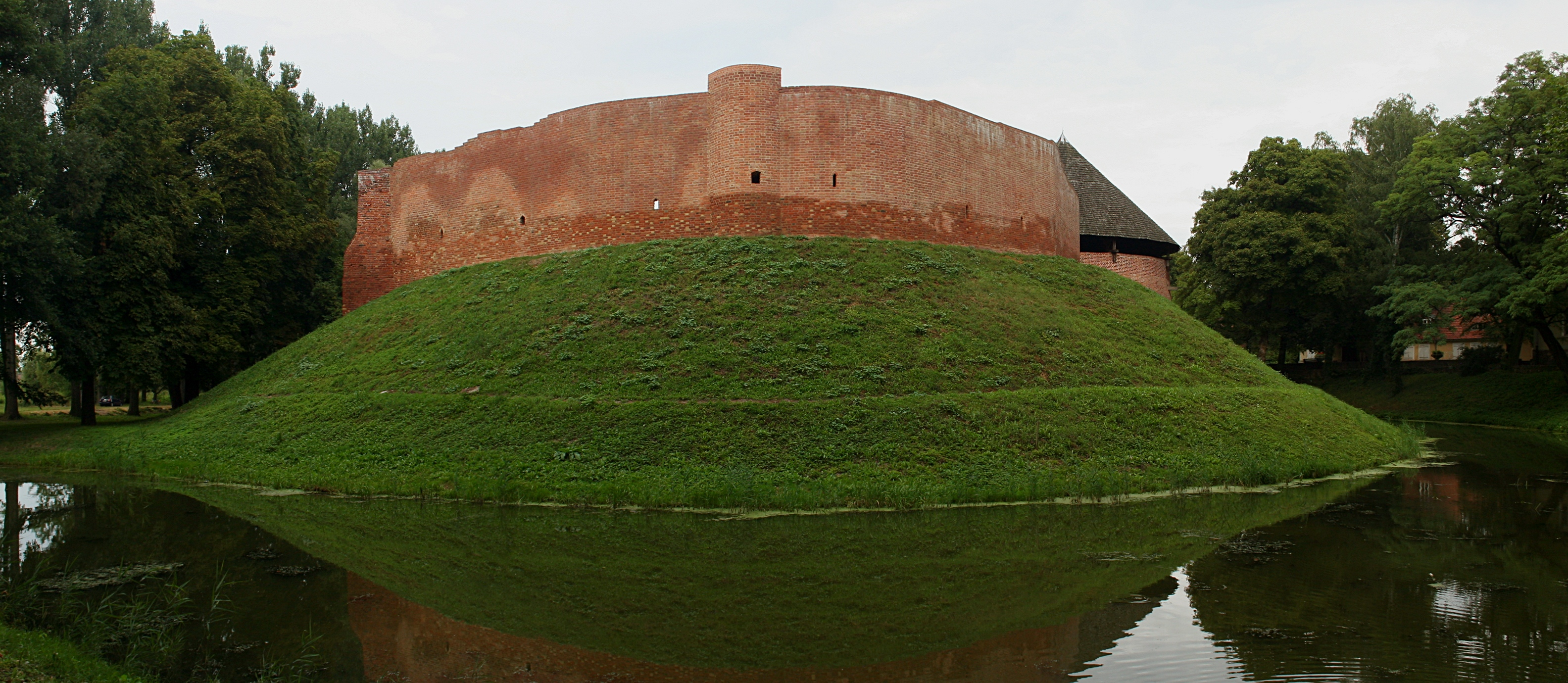
Widok zamku od strony południowo-zachodniej

Pierwotny słowiański gródek był niedużych rozmiarów i miał kształt kolisty lub nieregularnego owalu. Miał on konstrukcję przekładankową rozpowszechnioną w tym okresie na terenie Polski. Badania archeologiczne udowodniły, że XIII w. gródek ten posiadał już budowle murowane takie jak wieża oraz prawdopodobnie murowaną bramę. Mur okalający teren zamku powstał dopiero po modernizacji i budowie nowych założeń w czasach Kazimierza Wielkiego.

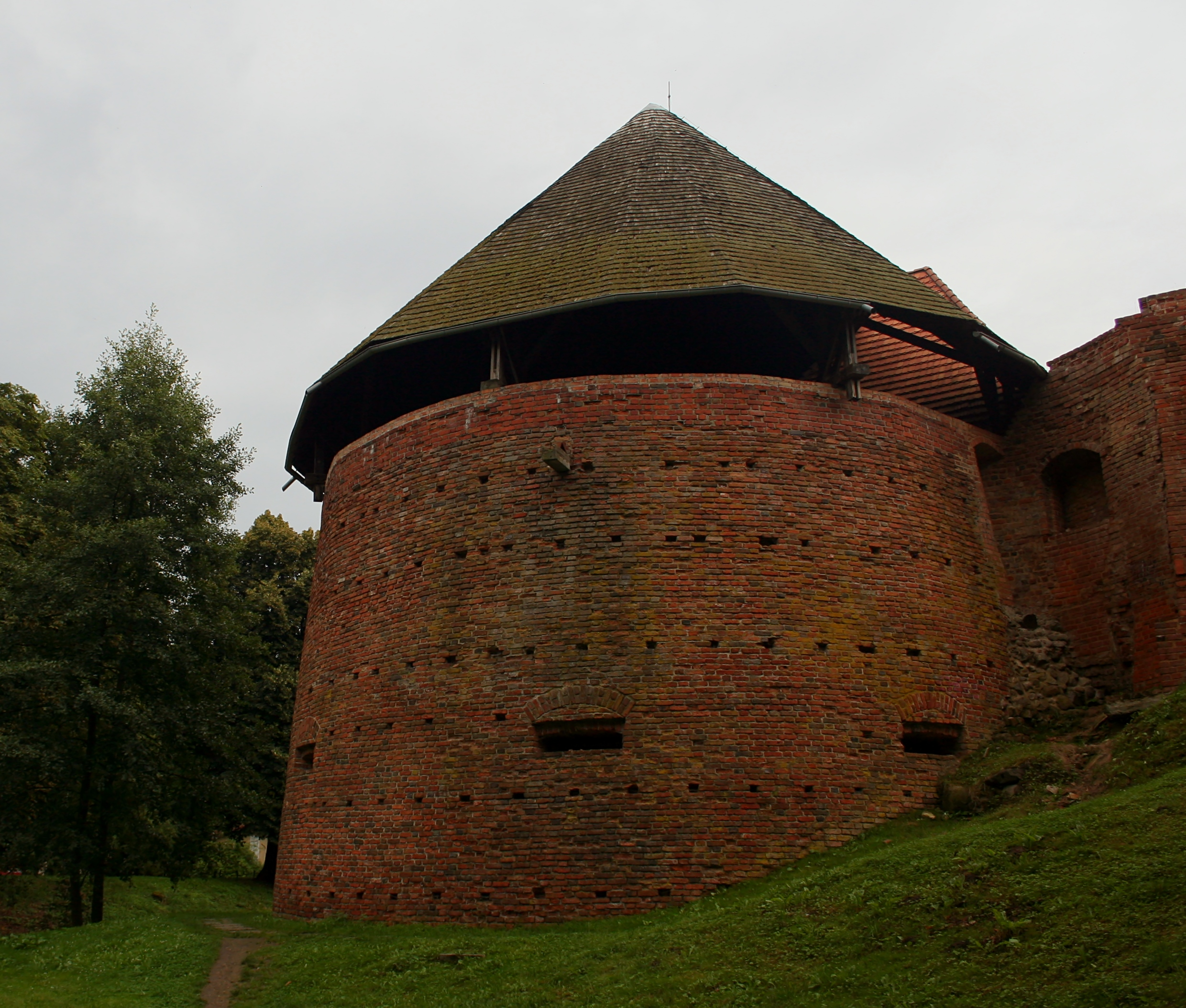
Basteja północna, z prawej widoczne relikty średniowiecznej wieży głównej

Międzyrzecki zamek posiada specyficzną formę, choć zaliczany jest do zamków nizinnych. Wynika to z postawienia murów obronnych na grzbiecie dawnych obwałowań grodowych o nieregularnym kształcie, dostosowanych do warunków topograficznych. Mury mają kształt podkowy o łącznej długości 145 metrów i 2,6 metrów szerokości (u podstawy więcej). Zachowany jest do wysokości około 9 metrów (na żadnym odcinku nie jest to wymiar pełny. Według zachowanego dokumentu z 1564 r., mury zwieńczone były krenelażem, zadaszonym gontami. Przestrzeń wewnętrzna wynosi około 1200 metrów kwadratowych. Wjazd do zamku, w postaci bramy zaopatrzonej w most zwodzony, znajdował się w północnej części wschodniego muru. Była ona broniona była przez sąsiadującą z nią od północy, dużą, cylindryczną wieżę, spełniającą rolę stołpu. Do dziś zachowała się wewnętrzna część jej cylindra i kamienny fundament. Obronę muru wspomagały mniejsze wieżyczki. Zachowały się relikty dwóch. Lepiej zachowana północno-zachodnia reprezentuje typ półokrągłej baszty łupinowej. Dodatkowym zabezpieczeniem była fosa zasilana wodami z rzeki Obry, o szerokości około 12 metrów oraz bagna otaczające zamek od zachodu i południa. W II połowie XIII wieku podczas fortyfikowania miasta, wykonano dodatkowo sztuczne ujście rzeczki Paklicy do Obry, które oddzieliło miasto od podgrodzia.
Taki stan przetrwał bez większych zmian do 1520 r., kiedy to zamek został częściowo zniszczony przez najemne wojska niemieckie podczas bitwy o Międzyrzecz w czasie wojny polsko-krzyżackiej. Z racji strategicznego znaczenia zamku, jego odbudowa i modernizacja była koniecznością.

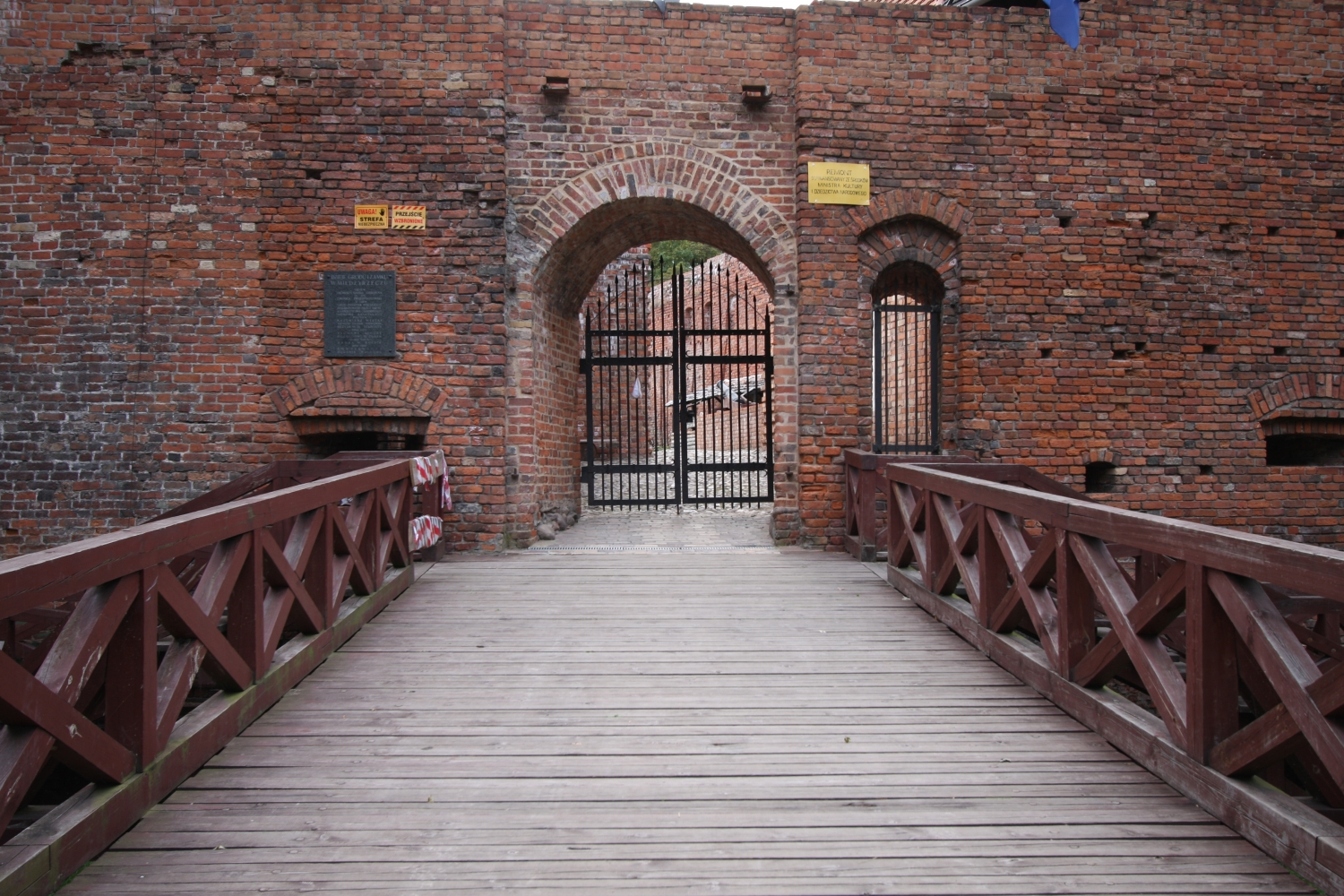
Brama główna i furta dla pieszych

Bramę wjazdową przesunięto na środek wschodniego muru, obok wzniesiono wczesnorenesansową wieżę przybramną. Za nią, od południa ku południowemu zachodowi ciągnął się przylegający do muru obwodowego główny dom zamkowy (nieukończony jeszcze w 1564 r.), o 4 kondygnacjach murowanych i poddaszu, na którym znajdowało się 8 izb mieszkalnych dla żołnierzy. Zamek został powiększony w kierunku wschodnim, gdy wzniesione zostały dwie cylindryczne basteje artyleryjskie, które połączono krótkim murem z bramą i furtą dla pieszych. Do zewnętrznej bramy i furty prowadziły mosty zwodzone. Basteje posiadały mury grube na 3,5 m z pięcioma strzelnicami dla dział każda. Dodatkowe dwie strzelnice artyleryjskie znajdują się w kurtynie pomiędzy bastejami, a jedna- w krótkim przedsionku rondeli północnej. Basteje zostały zaopatrzone w solidne sklepienia tworzące na szczycie taras dla strzelców, na który dodatkowo można było wciągnąć działa. Jeszcze w 1690 r. w zamku przechowywano broń wałową: 4 wielkie hakownice, tzw. podwójne. Według lustracji z 1770 r. z tarasów obu bastei mogło strzelać jednocześnie do stu żołnierzy. W II poł. XVI wieku wieżę przybramną przebudowano na wartownię i połączono ze zbudowanymi za basteją północno-wschodnią pomieszczeniami w jeden duży gmach. Średniowieczne baszty i wieże, jako nienowoczesne i nieprzydatne w epoce broni palnej i artylerii- prawdopodobnie rozebrano do wysokości muru obwodowego tuż po 1520 roku: nowożytne lustracje stanu fortyfikacji milczą na ich temat. Cały mur obwodowy znacznie pogrubiono. Aż do schyłku XVIII wieku przetrwały fragmenty krenelażu nad zewnętrzną bramą, ujęte na jednym ze sztychów Karola Albertiego. Po modernizacji w XVI wieku zamek stał się bardzo trudną do zdobycia twierdzą.

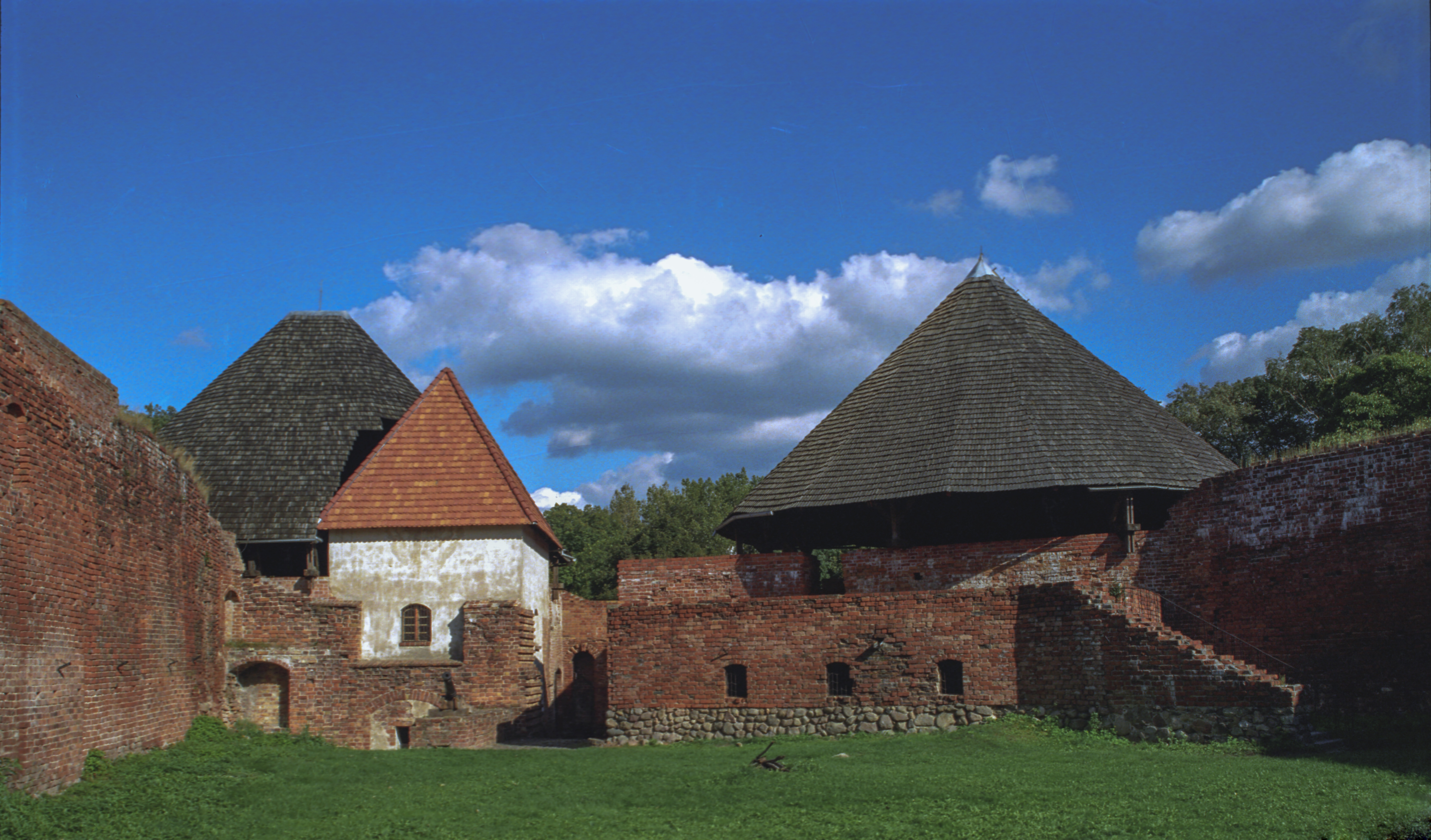
Widok wschodniej części dziedzińca

Zabudowa wnętrza zamku ulegała często przebudowie. Obok właściwego domu zamkowego znajdowały się tu inne budynki mieszkalne, magazynowe i gospodarcze. Lokalizowano je najczęściej wzdłuż murów obwodowych. Prowadzone w poł. XX wieku wykopaliska oraz odnalezione przedmioty ukazują bogate wyposażenie zamku w jego rezydencjonalnej postaci oraz liczne militaria. Teren podzamcza mieścił liczne budynki gospodarcze, w znacznej części murowane; w II połowie XVI w. były to m.in. 3 stajnie, łaźnia, browar, młyn prochowy, wozownia, 2 magazyny a cały teren podzamcza otoczony był drewnianym parkanem z belek, zaopatrzonym w strzelnice i zadaszonym, z dwoma budynkami bramnymi. Budynek bramny (czyli samborze) od strony rzeki Obry posiadał most zwodzony.

## Rezydencja starostów międzyrzeckich

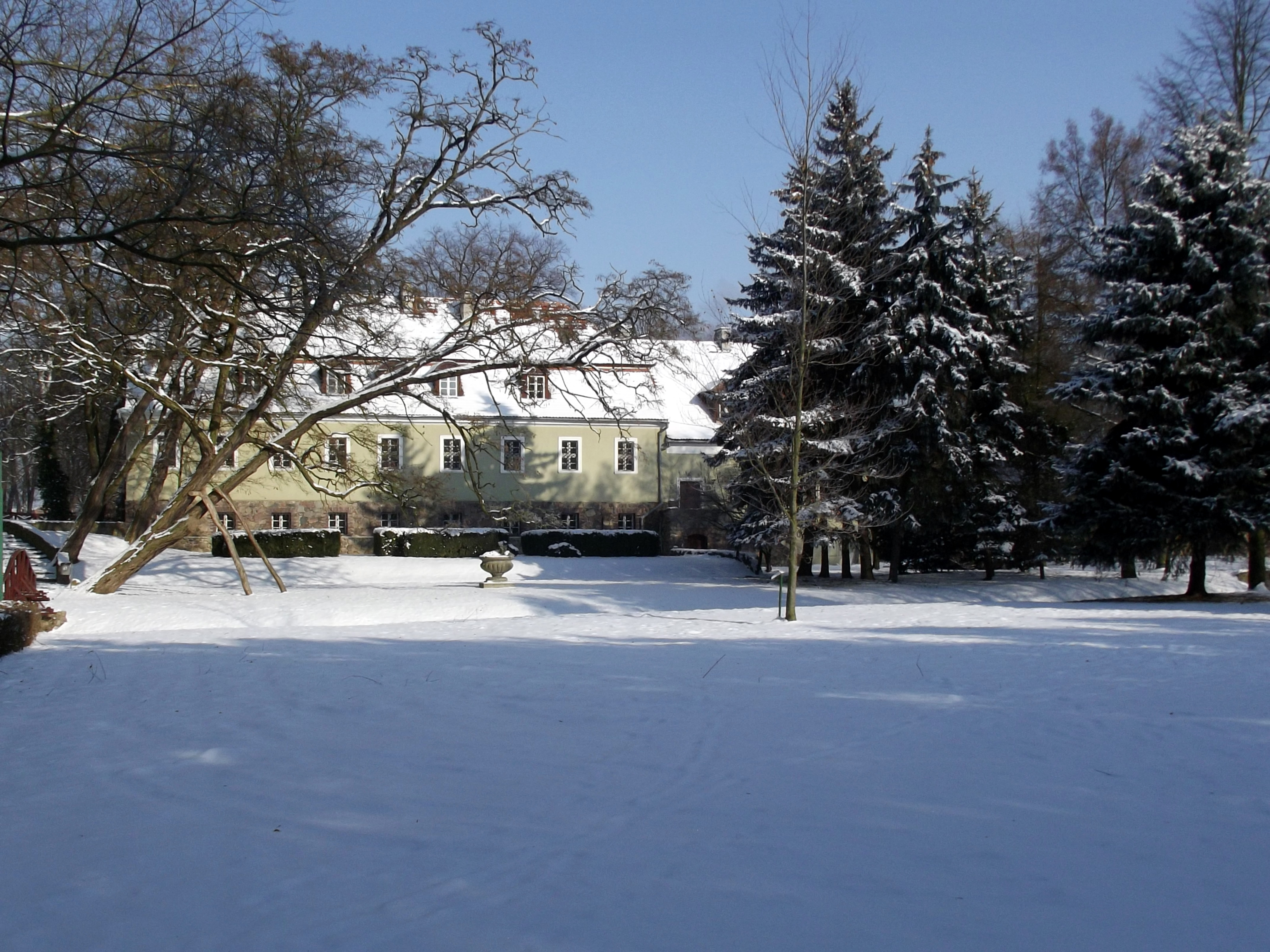
Rezydencja starostów

W dawnej rezydencji starostów międzyrzeckich wzniesionej w 1719 r. i w oficynie dworskiej z początku XVIII wieku mieści się Muzeum Regionalne z ekspozycjami: archeologiczną, historyczną, artystyczną i etnograficzną. W muzeum prezentowana jest m.in. ciekawa, jedna z najbogatszych w Polsce kolekcja portretów trumiennych, tablic herbowych i inskrypcyjnych z XVII i XVIII w. Obok portretów trumiennych w dziele sztuki w muzeum można obejrzeć polskie malarstwo portretowe z XVII, XVIII i XIX w. oraz nieznanego pochodzenia rzeźby sakralne z XV- XVIII wieku, przedmioty codziennego użytku, militaria, starodruki, numizmaty, dawne pieczęcie i inne zabytki. Niewykluczone, że muzeum przechowuje elementy ołtarzy z okolicy, np. z kaplicy łagowskiego zamku, która znajdowała się pierwotnie w tej samej sali, w której teraz mieści się kawiarnia. Szczególne znaczenie posiada ekspozycja etnograficzna, poświęcona niemal w całości kulturze autochtonicznej ludności polskiej, która przetrwała i zachowała swój niepowtarzalny charakter. Zawiera m.in. kilka egzemplarzy miejscowego stroju ludowego (strój międzyrzecko-babimojski), instrumenty muzyczne, sztukę ludową, przedmioty codziennego użytku, narzędzia i dewocjonalia oraz zrekonstruowaną "białą izbę" miejscowej chaty polskiej  z przełomu XIX i XX wieku.
Budynek wybudowano z cegły, na rzucie prostokąta. Z racji nierówności terenu od północy parterowy, a od południa piętrowy. Całość pokrywa dach mansardowy. Piwnice budynku mają sklepienia barokowe. Elewacja otynkowana z wejściem od frontu. Wnętrze rezydencji jest dwutraktowe.

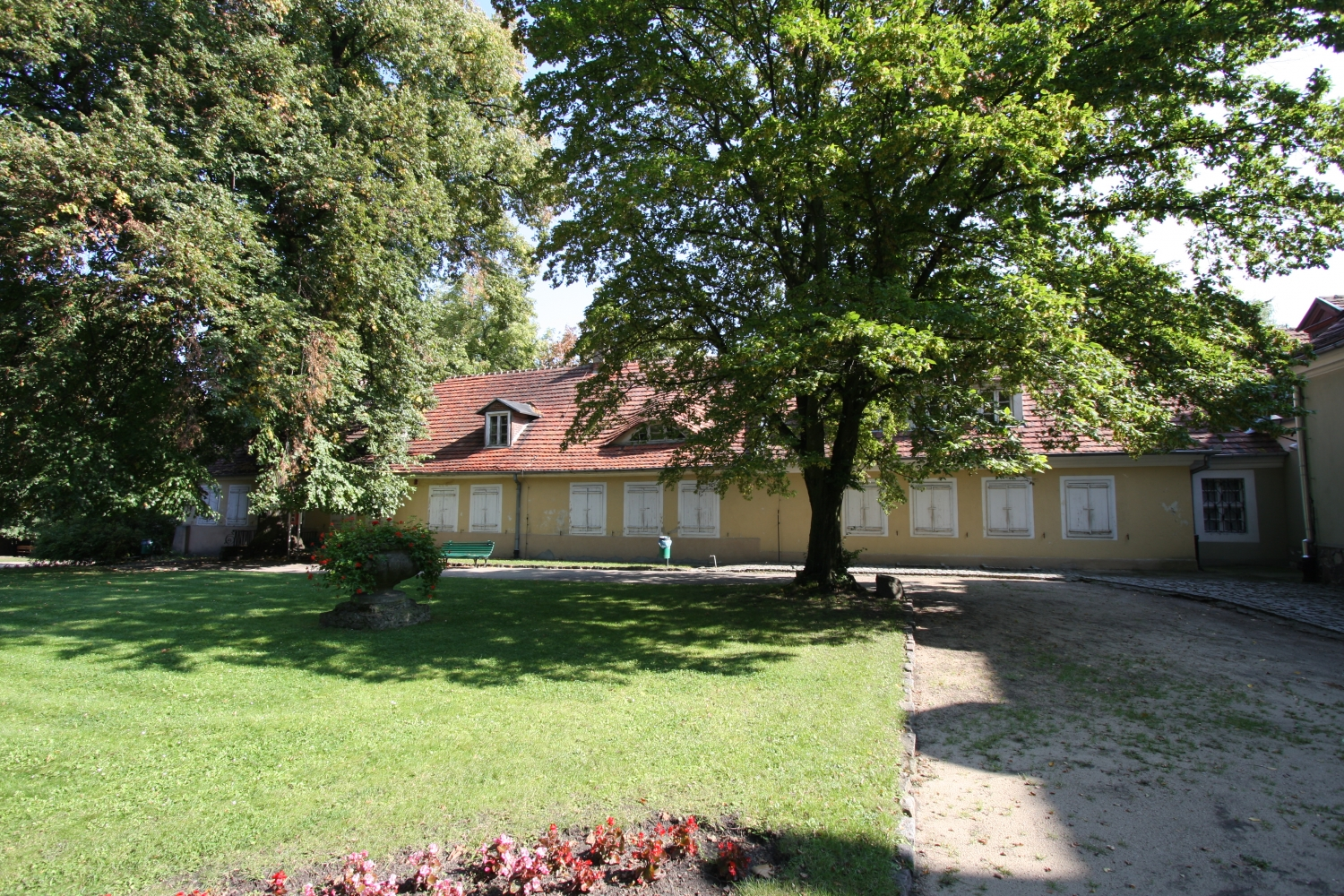
Oficyna

Oficynę wzniesiono prostopadle do rezydencji. Wykonana w konstrukcji szkieletowej na planie prostokąta. Dach dwuspadowy, nakryty dachówką. Wnętrze oficyny jest także dwutraktowe.

## Pozostałe obiekty

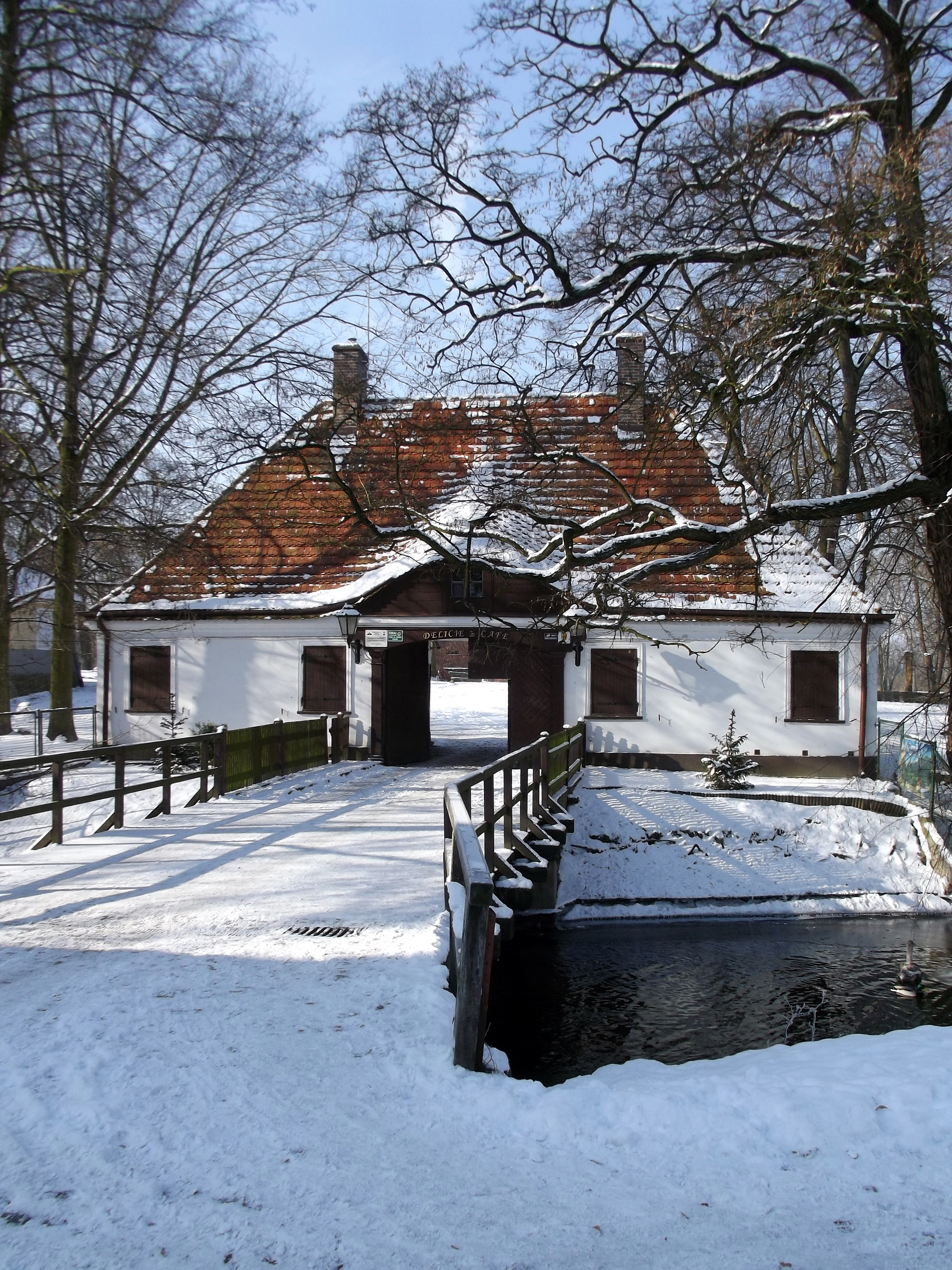
Dom bramny i most przez Paklicę

Na terenie większej wyspy, mieszczącej podzamcze, znajduje się zrekonstruowany dom bramny, zniszczony przez wojska radzieckie w 1945 roku. Do zespołu zamkowo-muzealnego należy także karczma, wzniesiona poza wyspą, przy obecnej drodze wojewódzkiej nr 137 (ul. Zachodniej). Budynek wzniesiono w XVIII wieku. Wnętrze zostało niemal całkowicie przebudowane w XIX i zwłaszcza w XX wieku. Wzniesiona na rzucie prostokąta, z dachem dwuspadowym. Środkowa część podwyższona została o jedną kondygnację. Po drugiej stronie rzeki Obry (przy ulicy Winnica), naprzeciw zamku, znajduje się dawny folwark zamkowy z pierwszej połowy XIX wieku. W skład zespołu wchodzą budynki mieszkalne oraz gospodarcze. Całość połączona była z zamkiem drewnianym mostem, obecnie nieistniejącym.

## Park zamkowy
Otaczający zabudowania zamkowe park pochodzi z XIX wieku. Szczególnie cenna jest aleja platanów, która biegnie dawnym zewnętrznym wałem przeciwartyleryjskim zamku. Całość założenia uzupełniają wody Obry i Paklicy (wraz z jej starorzeczem) oraz fosa zamkowa.

## Badania archeologiczne
Po zakończeniu II wojny światowej w latach 1954–1958 Muzeum Archeologiczne w Poznaniu przeprowadziło badania archeologiczne obiektu, które umożliwiły jego częściową rekonstrukcję w okresie PRL. Inicjatorami byli Alf Kowalski kierownik Muzeum w Międzyrzeczu oraz K. Felchnerowski Wojewódzki Konserwator Zabytków z Zielonej Góry. Badania te finansowane były z funduszu zielonogórskiego konserwatora zabytków. Opiekę naukową nad badaniami objął prof. Józef Kostrzewski. W czasie prac inżynier Z. Zientkiewicz przeprowadził również badania architektoniczne, a T. Bartkowski badania geomorfologiczne .
Pierwsze badania sondażowe przeprowadzone zostały w 1954 r., a ich celem było rozpoznanie wcześniejszych warstw osadniczych. Prace te potwierdziły istnienie budowli murowanych z XIII wieku, a więc przed okresem panowania Kazimierza III Wielkiego. W kolejnym 1955 roku odkryto na terenie zamku pozostałości wału grodu wczesnośredniowiecznego datowanego na koniec X lub początek XI wieku oraz wcześniejsze jeszcze pozostałości gródka plemiennego. Badania archeologiczne doprowadziły do przesunięcia daty historycznego osadnictwa w tym miejscu ponieważ pierwsze pisane dokumenty podają wiadomości o istnieniu kasztelanii międzyrzeckiej dopiero w 1230 .
Na terenie objętych pracami znaleziono wiele obiektów i artefaktów. Bardzo bogate w zabytki okazały się warstwy pochodzące z okresu średniowiecza. Wg sprawozdania, w ciągu tylko jednego roku badań: Na przestrzeni 115 m², w ziemi o objętości 230 m³, znaleziono: 1542 przedmioty metalowe, 129 rogowych i kościanych, 756 szklanych (części naczyń szklanych i ozdoby), 498 drewnianych, 1450 skórzanych (w tym 33 całe buty), 48 większych kawałków tkanin, 84 000 ułamków ceramiki i ok. 120 000 kości. Najliczniejszą grupą znalezionych przedmiotów metalowych były militaria, przede wszystkim groty bełtów do kusz (140 szt.), które wielokrotnie ilościowo przeważają nad grotami strzał, których wykopano 17 sztuk. Liczną grupę stanowiły też przedmioty związane z jazdą konną, takie jak podkowy, hufnale, zgrzebła, wędzidła, strzemiona, ostrogi itp.  Niecodziennym znaleziskiem okazał się niemal kompletny szkielet woja, poległego w walkach o gród w 1094 r., z zachowanym pomiędzy żebrami grotem strzały.
Dużą grupę wśród wykopanych zabytków stanowiły przedmioty będące w owych czasach przedmiotami zbytku. Obok licznych naczyń szklanych znaleziono pokaźną grupę przedmiotów srebrnych oraz posrebrzanych. Do unikatowych znalezisk należy wykonana w pierwszej połowie III wieku gemma z karneolu z wizerunkiem cesarza Gordiana III (238–244) na awersie oraz sceną mitologiczną na rewersie, która datowana jest na schyłkowy okres istnienia Cesarstwa Rzymskiego. Gemmy takie bardzo chętnie noszono jako ozdoby także w średniowieczu.

## Galeria

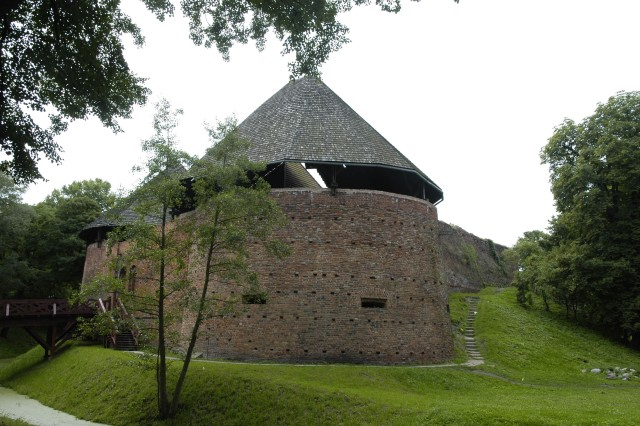
Widok od strony Obry
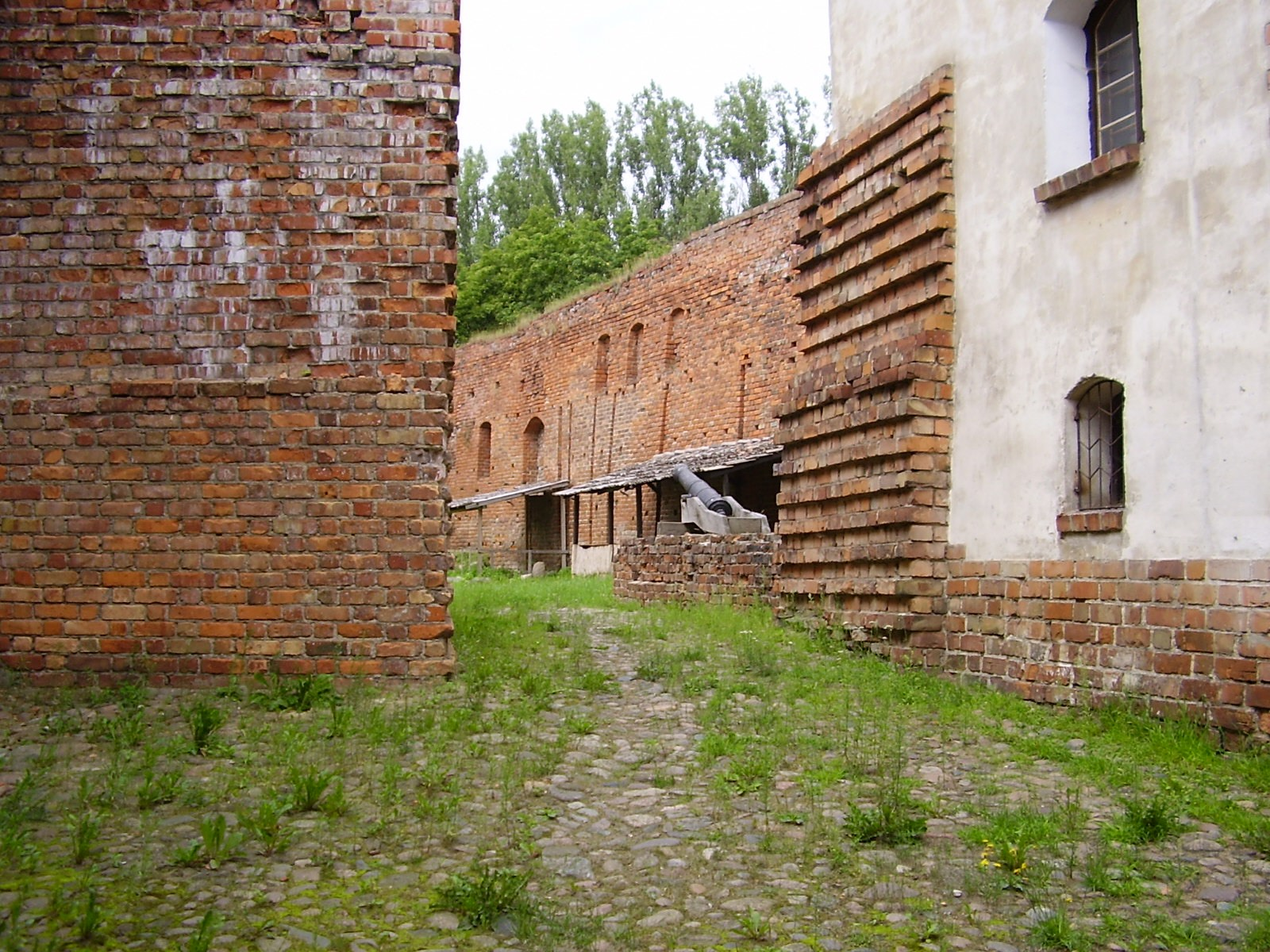
Wejście na dziedziniec wewnętrzny
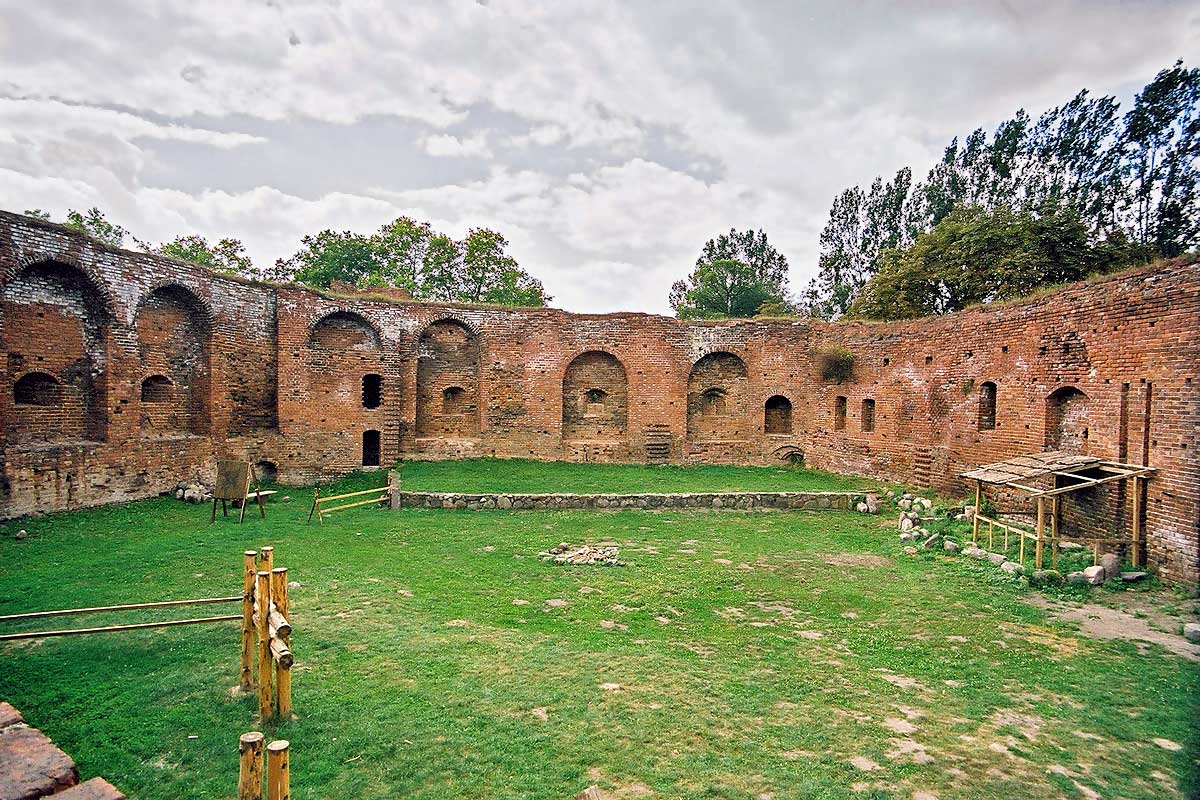
Zachodnia część głównego dziedzińca
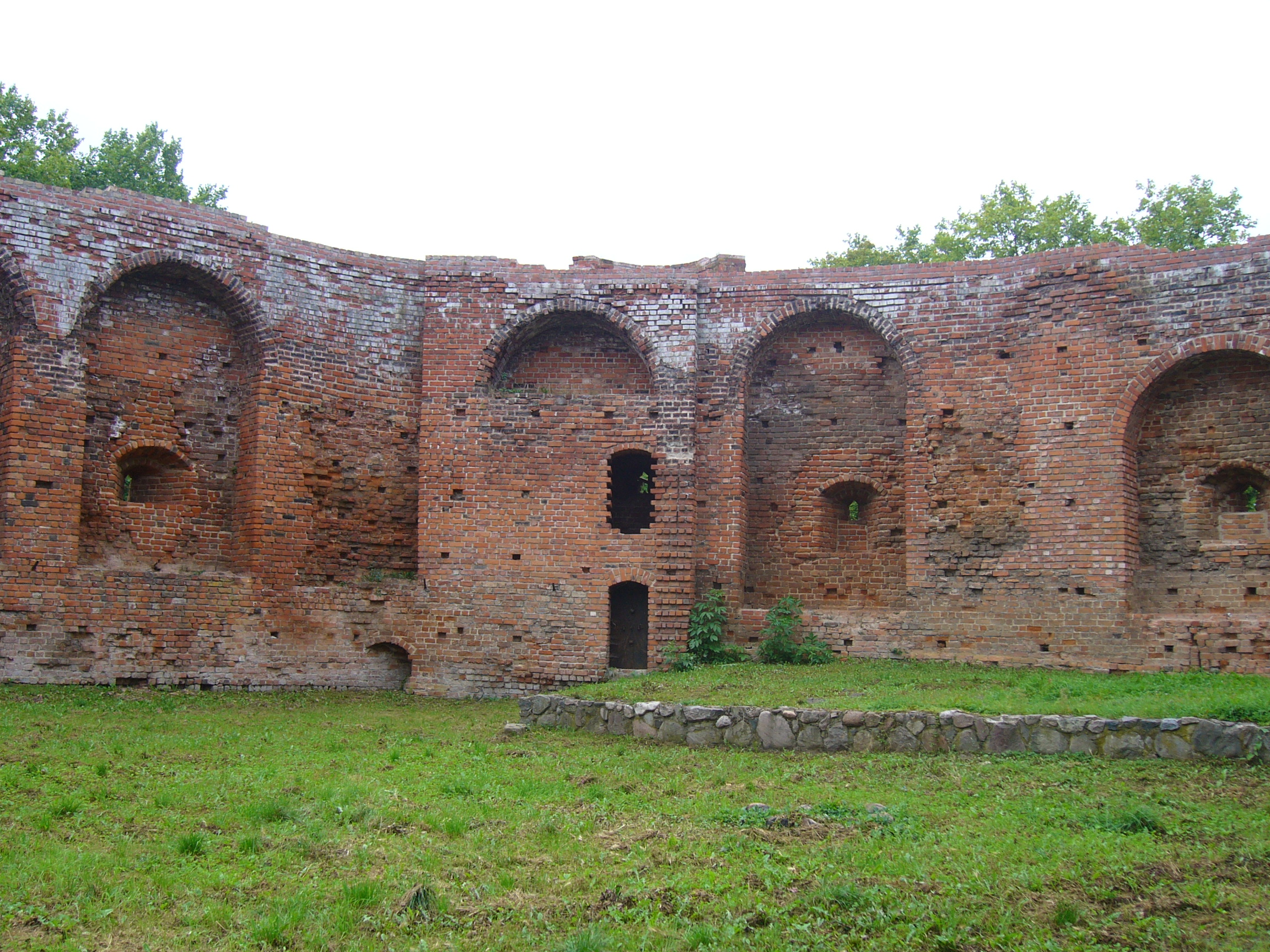
Łuki arkadowe ze strzelnicami i relikt baszty
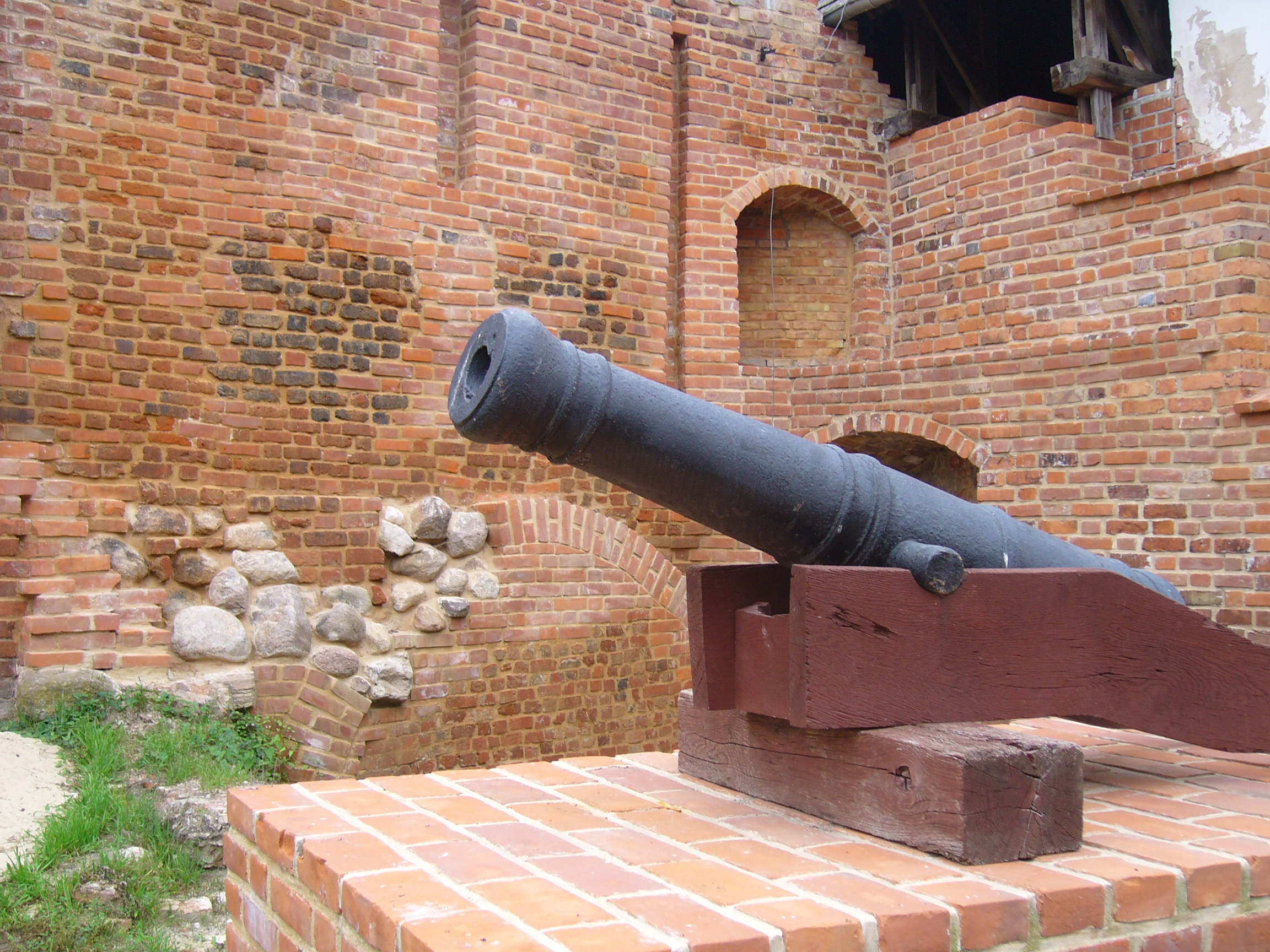
Działo na zamku
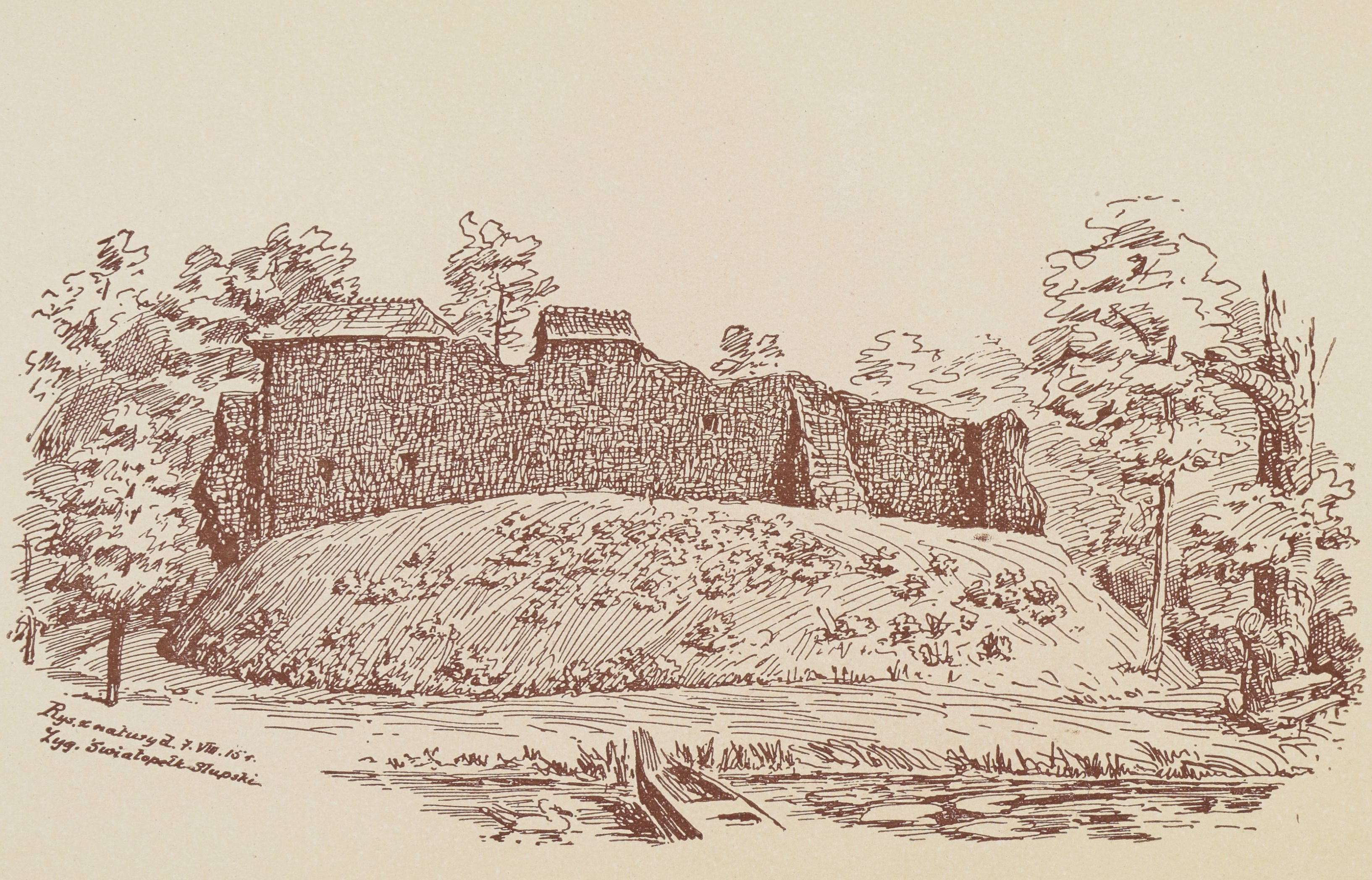
Widok sprzed 1917